# اوکتا موکهی
اوکتا موکهی (به روسی: Yukta Mookhey) (زاده ۷ اکتبر ۱۹۷۷) مدل و بازیگر هندی است.
او به نمایندگی از هند در مسابقات دوشیزه دنیا در سال ۱۹۹۹ شرکت کرد و برنده شد.